# Christel
Christel oder Christl ist ein weiblicher Vorname sowie ein Familienname. Vereinzelt kommt er auch als männlicher Vorname vor.

## Herkunft und Bedeutung
Christel ist eine süddeutsche Koseform zu Christine, die auch als eigenständiger Name vergeben wird.

## Varianten
- Christelle (französisch)
- Cristel (französisch)
- Kristel (niederländisch/flämisch, schwedisch)

## Namensträgerinnen
- Christel Bienstein (* 1951), deutsche Pflegewissenschaftlerin
- Christel Bodenstein (bürgerlich Christa Bodenstein; 1938–2024), deutsche Schauspielerin
- Christel Buschmann (* 1942), deutsche Journalistin, Übersetzerin, Drehbuchautorin und Regisseurin
- Christel Ferrier Bruneau (* 1979), französische Radrennfahrerin
- Christel Frese (* 1944), deutsche Leichtathletin
- Christel Goltz (bürgerlich Christine Schenk; 1912–2008), österreichische Opernsängerin (Sopran)
- Christel Guillaume (geb. Meerrettig; 1927–2004), Agentin des Ministeriums für Staatssicherheit der DDR
- Christel Happach-Kasan (geb. Happach; * 1950), deutsche Politikerin (FDP)
- Christel Hoffmann (1949–2018), deutsche Politikerin (SPD) und Abgeordnete des hessischen Landtags
- Christel Humme (geb. Hahn; * 1949), deutsche Politikerin (SPD)
- Christel Justen (1957–2005), deutsche Schwimmerin
- Christel Kasselmann, deutsche Expertin auf dem Gebiet der Aquarienpflanzen
- Christel Lang (später Christel Kaib und Christel Kipp; * 1947), deutsche Tischtennisspielerin
- Christel Lau (* 1944), deutsche Hockeyspielerin
- Christel Meier-Staubach (* 1942 als Christel Meier), deutsche Klassische und Mittellateinische Philologin
- Christel Merian (1933–2012; auch Christel Merian-Noack), deutsche Schauspielerin und Synchronsprecherin
- Christel Neusüß (1937–1988), politische Ökonomin
- Christel Offermann-Clas (* um 1960), luxemburgische Rechtswissenschaftlerin und Hochschullehrerin
- Christel Oldenburg (* 1961), deutsche Politikerin (SPD) und Historikerin
- Christel Pascal (* 1973), französische Skirennläuferin
- Christel Peters (1916–2009), deutsche Theater-, Kino- und Fernsehschauspielerin
- Christel Riemann-Hanewinckel (* 1947), deutsche Politikerin (SPD)
- Christel Scheja (* 1965), deutsche Schriftstellerin
- Christel Schöllhammer (* 1938), deutsche Lyrikerin und Schriftstellerin
- Christel Schulz (verh. Homeyer; 1921–2014), deutsche Leichtathletin
- Christel Schulze (* 1936), deutsche Sängerin
- Christel Sembach-Krone (1936–2017), Zirkusdirektorin
- Christel Sommer (verh. Iske; * 1950), deutsche Badmintonspielerin
- Christel Suckow (* vor 1975), deutsche Filmeditorin
- Christel Voßbeck-Kayser (* 1961), deutsche Politikerin (CDU)
- Christel Wegner (1947–2023), deutsche Politikerin (DKP)
- Christl Wickert (* 1953), deutsche Historikerin und Politologin
- Christel Zachert (* 1940), deutsche Autorin

## Namensträger (männlich)
- Christel Kuball (1876–1950), deutscher Kunstverglaser
- Christel Hamann (1870–1948), deutscher Erfinder von Rechenmaschinen

## Familienname
- Albert Christel (1907–1977), deutscher Autor und KZ-Häftling